# Joachim Zeller
Pour les articles homonymes, voir Zeller.
Joachim Zeller, né le 1er juillet 1952 à Opole (Pologne) et mort le 2 mars 2023, est un homme politique allemand, membre de l'Union chrétienne-démocrate d'Allemagne (CDU). Il est maire de l'arrondissement de Mitte à Berlin de 1996 à 2006 et est député européen de 2009 à 2019.

## Biographie
Après avoir suivi des études de langues et cultures slaves à l'université Humboldt de Berlin et à l'université Jagellonne de Cracovie, il devient chercheur à l'université Humboldt en 1977.
Après la chute du mur de Berlin, il s'engage en politique en rejoignant la CDU. Il devient président de la section de Berlin-Mitte, quartier de l'ancien Berlin-Est, en 1990 et est président de la CDU de Berlin de 2003 à 2005.
Il est élu député européen lors des élections européennes de 2009 et réélu en 2014.
Au Parlement européen, il siège au sein du groupe du Parti populaire européen. Au cours de la 7e législature, il est membre de la commission du développement régional.